# 北神伝綺
『北神伝綺』（ほくしんでんき）は、大塚英志原作、森美夏画による日本の漫画。

## 概要
『月刊コミックコンプ』1994年1月増刊号にテスト版（単行本上巻に外伝として収録されているもの）が掲載された後に『月刊ニュータイプ』にて連載された。単行本は角川書店から全2巻（上下巻）で刊行されている。
日本民俗学の創始者柳田國男が提唱し、後にその説を放棄した日本の幻の先住民「山人」が実在したという設定のオカルト伝奇サスペンスで、柳田國男と、柳田の元弟子であり「山人」の血をひく男・兵頭北神との複雑な関係を描く。昭和7年（1932年）から昭和11年（1936年）の戦前の昭和初頭の日本が舞台。
折口信夫が狂言回しの『木島日記』、小泉八雲が狂言回しの『八雲百怪』へと続く3部作の1作目である。

## あらすじ
柳田國男が創始した日本民俗学が大日本帝国の形成に関わっていく上で、柳田が提唱した日本の幻の先住民「山人」は、現人神たる天皇の天孫降臨や万世一系と矛盾する「あってはならないもの」であった。柳田は山人論を封印。同時に日本帝国軍の山人狩りに加担する。数年後、東京で山人の血をひくとされる少女が目撃される。柳田は破門した弟子、兵頭北神に調査を命じるが……。

## 登場人物

### メインキャラクター
兵頭北神（ひょうどう ほくしん）
主人公。元は柳田國男の弟子だったが破門される。その後、柳田の封印した山人関係の資料を押しつけられて、満洲に渡り、インチキな拝み屋を始める。日本の幻の先住民「山人」の血を半分だけひいており、それゆえ日本人でも山人でもない特殊な人間である。普段はトリックを使ったインチキな降霊術で生計を立てている。武器として仕込み杖を使い、いつも支那服と黒いコートを着ている。師である柳田に対して愛憎入り混じった複雑な感情を抱いている。
柳田國男（やなぎた くにお）
日本民俗学の創始者。元高級官僚で軍部や政界と繋がりがあり、かつては貴族院書記官長を務めていた。
自らが追い求めた山人を、自らの手で葬ったことに苦悩している。弟子である兵頭北神に対して愛憎ない混じった複雑な感情を抱いている。
滝子（たきこ）
北神の腹違いの妹。芸者をしている。おてんばな性格。北神を強く愛している。
魔子（まこ）
山人の血をひく少女。甘粕正彦の愛人。
はるか昔に平地人の男と交わった山人の女達の血を引いているが、先祖返りのために山人の血が薄く、山人狩りで見過ごされていた。
緒方非水（おがた ひすい）
陸軍中尉。皇道派の青年将校で北一輝の信奉者。財閥や一部の軍人が富をむさぼる腐敗した世の中を憂いている。
現人神たる天皇の威光を絶対とする大日本帝国の国体を守るために山人を抹殺しようとする。
甘粕正彦（あまかす まさひこ）
映画国策研究会委員。満洲国民政部警務指令長。
満洲映画協会を設立することで、満洲の実権を握ろうとしており、同協会の専属の女優を集めている。
山人に魅了されており、満州国内に山人の国を創ろうとして様々な謀略を行う。

### ゲストキャラクター
神戸のおばさん
いわゆる山姥で元々は山人の娘を神隠しで山に誘い、山人の男の血を絶やさぬようにするのが役目であったが、山人の男が皆殺しにされたため、山人の生き残りの娘を集め娼館を開いている。山人殺しを手引きした柳田國男に復讐を誓う。幽世（かくりよ）の存在でこの世の者ではない。
柳田が幼年期に存在しない神戸の叔母さんに会いに行くと言って家出し、神隠しに遭いかけたという実話にちなむ。
宮沢賢治（みやざわ けんじ）
童話作家・詩人。岩手県の花巻在住。
日本軍による山人狩りを告発するために、山人の隠れ里についての論文をある古書店に持ち込む。
伊藤晴雨（いとう せいう）
異端の責め絵師。自分の絵のモデルは山人の女にしかさせないようにしている。
描きたい絵が描けない世の中に嫌気が差している。
竹久夢二（たけひさ ゆめじ）
抒情画家。結核で死にかけている。
日ユ同祖論の信奉者で、自身にユダヤ人の血が流れていることを夢想して、ユダヤ人を連想させるフリーメイソンのシンボルマーク「ヤーウェの目」を好んで絵のモチーフやアトリエの看板に使っている
お葉（およう）
山人の女性。晴雨と夢二の絵の共通のモデル。
日本の山人の隠れ里が軍に根絶やしにされ帰る場所を失い、台湾に渡るも霧社事件に巻き込まれて死亡する。
鳩山八重子（はとやま やえこ）
女学生。他人に秘められた死への欲望を誘発し、自殺に誘う少女。
坂田山心中事件がきっかけで起こった、坂田山を心中の場とする後追い自殺の大ブームで、自分は死なずに何人もの自殺者に付き添った
出口王仁三郎（でぐち おにさぶろう）
大本教の教祖。
大本教は何度か政府や軍部に弾圧を受けており官憲から監視中。中国大陸に支部を作り、大陸浪人など日本に居られなくなった者たちを受け入れている。
北一輝（きた いっき）
革命思想家。ある女性を巫女に見立てて、その巫女が口寄せした予言を日記に付けている。その『霊告日記』で満洲国崩壊を予言したため軍部に監視されている。
革命を説いているが、天皇を絶対とする万世一系の呪縛に囚われており、“最後の一線”を超えられないでいる。
斗志見（としみ）
ムー大陸人の子孫を自称する少年。
かつて太平洋上に存在したムー大陸の末裔が日本人であり、天皇家はムーの王家の子孫であるため日本が南方を統治するのは歴史的に必然であると主張。
江戸川乱歩（えどがわ らんぽ）
探偵小説家。帝都を騒がす怪人赤マントを追っている。
常に人殺しの小説を考えねばならない生活や、軍事礼賛小説を書かせようとする世間の「空気」にうんざりしている。

## 単行本
- 旧版：角川書店（ニュータイプ100%コミックス、装幀：鈴木成一）
  - 上：1997年12月発行 ISBN 978-4048527699
  - 下：1999年3月発行 ISBN 978-4048530521
- 新装版：角川書店（角川コミックス・エース、装幀：寄藤文平）
  - 上：2004年9月1日発行 ISBN 978-4047136687
  - 下：2004年9月1日発行 ISBN 978-4047136694

## 小説版
原作者大塚英志による小説版が、『北神伝綺』『北神伝綺 妹の力』の2冊刊行されている。『北神伝綺』は漫画版のノベライズ、『北神伝綺 妹の力』はオリジナルストーリーである。
- 『北神伝綺』（星海社：2022年8月31日発売、イラスト：森美夏、初出は『メフィスト』2001年1月号～2001年9月号、ISBN 978-4065291023） -漫画版のノベライズ
- 『北神伝綺 妹の力』（星海社：2022年9月28日発売、イラスト：森美夏、初出は『ザ・スニーカー』2006年6月号～2007年6月号） -オリジナルストーリー

## 他の作品との関係
- 兵頭北神が『木島日記』に登場する「八坂堂」を訪れるシーンがあり、木島平八郎と根津が登場する。
- 原作が同じ大塚英志の小説『摩陀羅 天使篇』には兵頭北神の義理の息子の兵頭沙門が登場している。

## 脚註
1. ↑  新装版『北神伝綺』上巻の「あとがき」より。ちなみにもう一人の師は宮田登。